# Baia di Saldanha
La baia di Saldanha (Saldanha Bay in inglese, Saldanhabaai in afrikaans) è posta lungo la costa sud-occidentale del Sudafrica, a nord-ovest di Città del Capo e forma un notevole porto naturale. La parte nord della baia è nota come Hoetjes Bay.  È adatta ad ospitare una larga flotta, con acque profonde.  Tuttavia, l'arida natura della regione la fece trascurare dai primi navigatori.  A maggior ragione dopo la fondazione della Colonia del Capo.
La denominazione deriva dal nome del portoghese Antonio de Saldanha, capitano di un vascello della flotta dell'Albuquerque, che navigò lungo le coste dell'attuale Sudafrica nel 1503.
Inizialmente il nome venne assegnato alla baia della Tavola, ove il de Saldanha aveva inizialmente gettato l'ancora.  Allorché, nel 1601, alla baia della Tavola venne assegnata la attuale denominazione, il nome di Saldanha venne trasferito alla attuale localizzazione.
Nel corso della Quarta guerra anglo-olandese, una squadra da battaglia britannica, al comando del Commodoro George Johnstone, nel 1781, catturò sedici mercantili della Compagnia Olandese delle Indie Orientali che, temendo un attacco a Città del Capo, aveva cercato rifugio nella baia.  Questo, peraltro, fu l'unico risultato della spedizione inviata da Londra a catturare la Colonia del Capo.  La cui salvezza (insieme a quella di Ceylon, Malacca e Giava) si dovette alla azione di una squadra navale francese, guidata dal geniale Suffren, che seppe tenere impegnato in India il grosso del potenziale britannico destinato all'Asia.
Quando le Provincie Unite vennero invase dall'armata rivoluzionaria del Pichegru e sostituite dalla Repubblica Batava, la Colonia del Capo si arrese all'ammiraglio Rodney.  Una squadra navale di soccorso inviata da Amsterdam ed affidata al contrammiraglio Lucas venne intercettata, il 17 agosto 1796, proprio nei pressi della Baia di Saldanha e si arresa senza combattere, a causa delle simpatie orangiste della ciurma.
Al giorno d'oggi, la baia di Saldanha è il capolinea di un grande sistema ferroviario, che serve per l'imbarco, nel locale porto, dei minerali ferrosi scavati nel deserto a nord di Città del Capo. Vi è anche un'importante attività di pesca. L'area ha un clima mediterraneo, ma le piogge sono piuttosto scarse, come nell'intera regione desertica del Namaqualand. Nei pressi vi è un'importante base dell'aeronautica sudafricana.